# Pemba (miasto)
Pemba (do 1976: Porto Amélia) – miasto portowe w północnym Mozambiku, nad Kanałem Mozambickim. Miasto zostało założone przez Portugalczyków w 1904 jako Porto Amélia, na cześć królowej Portugalii. Nazwa została zmieniona na Pemba wkrótce po uzyskaniu niepodległości przez Mozambik. Według spisu z 2017 roku liczy ponad 200,5 tys. mieszkańców. 
Coraz większe znaczenie w mieście ma turystyka, dzięki blisko położonej rafie koralowej. W mieście znajduje się głębokomorski port morski.

## Miasta partnerskie
- Aveiro